# Adrian Serioux
Adrian Serioux (Scarborough (Canada), 12 mei 1979) is een voormalig Canadees voetballer, die onder meer speelde voor FC Dallas.

## Clubcarrière
Nadat hij had gevoetbald bij de Universiteit van New Haven, begon hij zijn professionele carrière bij Toronto Lynx. Daarna vertrok hij naar Engeland naar Millwall FC. Hij stond bekend als iemand met een van de langste schoten, toen hij een goal scoorde tegen Leicester City vanaf de middellijn. Na zijn debuut werd zijn spel slechter.
In maart 2006 ging meedoen in de Major League Soccer, bij de MetroStars, zodat hij voor zijn zieke moeder kon zorgen. Hoewel hij niet speelde voor de club werd hij geruild met Houston Dynamo voor Danny O'Rourke. Na een seizoen bij Houston Dynamo, waar hij goed speelde en het team hielp de MLS cup te winnen, ging hij bij de MLS Expansion Draft van 2006 naar Toronto FC. Hij bleef maar een paar uur bij Toronto, omdat hij geruild werd tegen Ronnie O'Brien van FC Dallas. In zijn eerste seizoen voor FC Dallas speelde hij maar 10 wedstrijden vanwege een blessure.

## Interlandcarrière
Serioux speelde in totaal 19 interlands (één doelpunt) voor het Canadees voetbalelftal. Hij maakte zijn debuut voor de nationale ploeg op 18 augustus 2004.